# Volksraad (Zuid-Afrika)

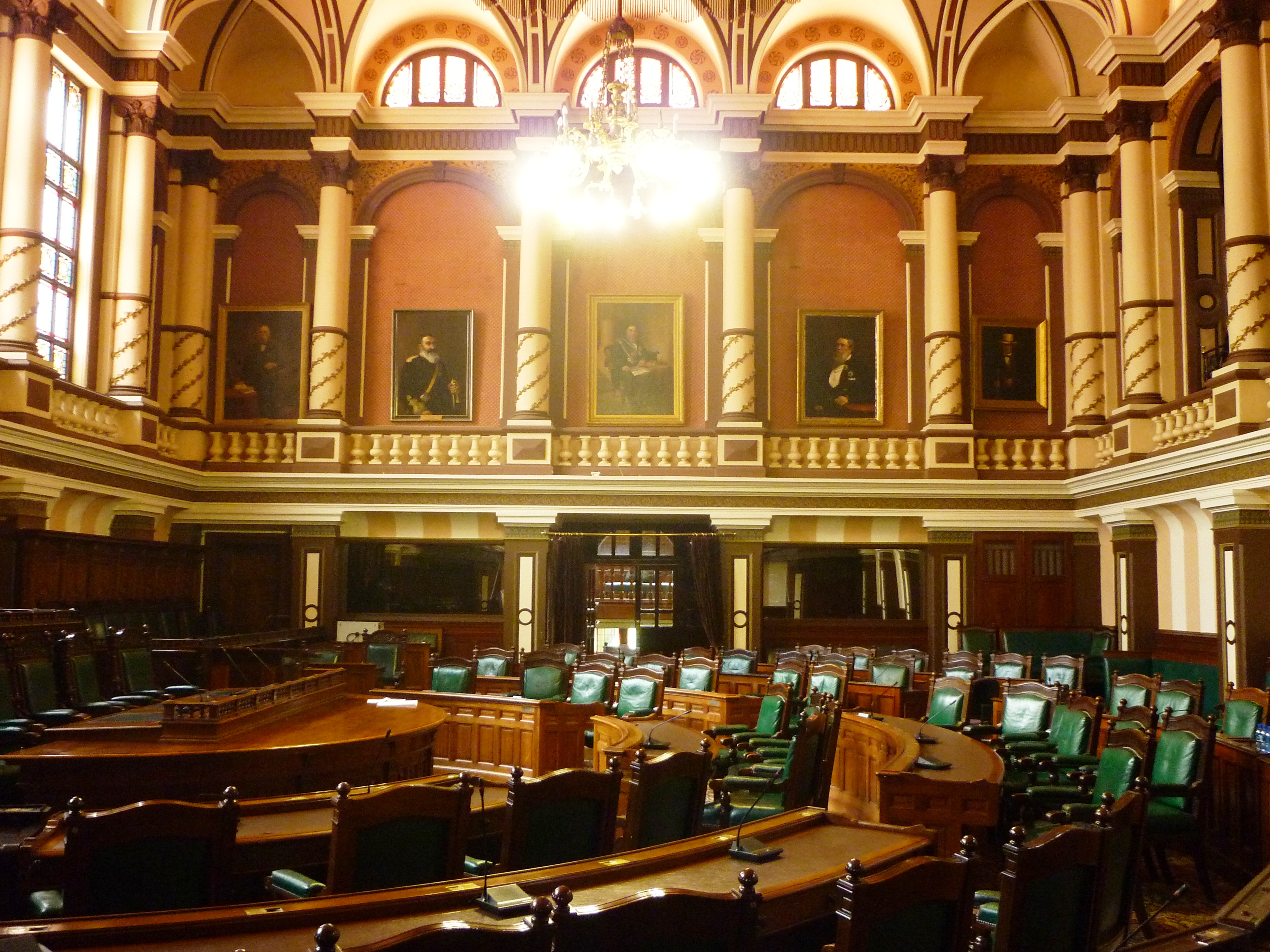
De Oude Raadzaal, Pretoria

De Volksraad was de naam van verschillende voormalige parlementen in het huidige Zuid-Afrika. Verschillende Boerenrepublieken in de 19e en begin 20e eeuw hadden een Volksraad als parlement: Natalia, de Zuid-Afrikaansche Republiek (Transvaal) en Oranje Vrijstaat. Vanaf 1910 (totstandkoming van de Unie van Zuid-Afrika) tot 1994 (einde van de Apartheid) was de Volksraad het 'lagerhuis' van het Zuid-Afrikaanse parlement, in deze periode was er naast de Volksraad ook een Senaat.

## Zuid-Afrikaansche Republiek (1856-1902)
De Volksraad van de ZAR was een eenkamerstelsel met 24 leden die bijeenkwamen in de Oude Raadzaal op het Kerkplein van Pretoria. In 1899 was de ZAR in 21 stemdistricten verdeeld:
| District      | Belangrijkste plaats(en)            |
| ------------- | ----------------------------------- |
| Bloemhof      | Christiana, Bloemhof                |
| Potchefstroom | Potchefstroom, Klerksdorp           |
| Heidelberg    | Heidelberg, Vereeniging             |
| Standerton    | Standerton                          |
| Ermelo        | Ermelo                              |
| Wakkerstroom  | Wakkerstroom                        |
| Utrecht       | Utrecht                             |
| Vryheid       | Vryheid                             |
| Piet Retief   | Piet Retief                         |
| Swaziland     | Bremersdorp                         |
| Carolina      | Carolina                            |
| Barberton     | Barberton                           |
| Lydenburg     | Lydenburg                           |
| Zoutpansberg  | Pietersburg, Leydsdorp              |
| Waterberg     | Nylstroom                           |
| Middelburg    | Middelburg                          |
| Pretoria      | Pretoria                            |
| Johannesburg  | Johannesburg, Krugersdorp, Boksburg |
| Rustenburg    | Rustenburg                          |
| Marico        | Zeerust                             |
| Lichtenburg   | Lichtenburg                         |

De Volksraad van de ZAR kon tijdens het interbellum van de Boerenoorlogen (1881-1889) grofweg verdeeld worden in twee facties: de conservatieven onder leiding van Paul Kruger en de progressieven onder Piet Joubert.

## Oranje Vrijstaat (1854-1902)
De Oranje Vrijstaat heeft tot zijn annexatie door het Britse Rijk in 1902 een Volksraad gehad die samenkwam in Bloemfontein. De Volksraad van de Oranje Vrijstaat had 52 tot 57 leden die de belangrijkste steden en districten van de republiek vertegenwoordigden. De Volksraad kwam jaarlijks bijeen in een gewone vergadering die begon op de eerste maandag van februari. Buitengewone vergaderingen werden gehouden indien dat noodzakelijk was.

## Unie van Zuid-Afrika (1910–1961) en Republiek Zuid-Afrika (1961-1994)
De Boerenrepublieken en hun Volksraden werden afgeschaft na de Britse overwinning in de Tweede Boerenoorlog, die leidde tot de totstandkoming van de Unie van Zuid-Afrika (1910-1961).
Tijdens deze en de eerste periode van de Republiek Zuid-Afrika (1961-1994) heette het lagerhuis van het Zuid-Afrikaanse parlement ook Volksraad; door de Engelstalige bevolking House of Assembly genoemd. Het hogerhuis van het parlement heette de Senaat.
Deze Volksraad van Zuid-Afrika (Afrikaans: Volksraad van Suid-Afrika, Engels: House of Assembly of South Africa) was het lagerhuis van het Parlement van Zuid-Afrika van 1910 tot 1981, de enige parlementaire kamer tussen 1981 en 1984, en uiteindelijk het blanke representatieve huis van het Driekamerparlement van 1984 tot april 1994, toen het werd vervangen door de huidige Nationale Vergadering.
In 1994 (met de invoering van algemeen kiesrecht, zonder onderscheid naar 'ras') werd de naam van Volksraad gewijzigd in Nationale Vergadering.